# QCDF
QCDFとは、品質(Quality)、価格(Cost)、納期や入手性(Delivery)、柔軟性(Flexibility)の頭文字をとったもので、製造業における開発生産業務の評価における指標のひとつである。
製品の生産にあたり、これらの項目を他の製品と比較／評価し、よりよいものを生産するための資料とする。また製品開発においてもこれらを考慮することで、売り上げやブランド力の強化、顧客満足度の向上などに役立てることができる。

## バリエーション
元々のQuality, cost, delivery (QCD)はイギリスの自動車業界を支援するために開発された経営管理論であったが、Flexibility（柔軟性）を加えてQCDF、安全性（Safety）を加えてQCDSと発展していった。